# Ex palazzo della Banca Popolare di Pescopagano
L'ex palazzo della Banca Popolare di Pescopagano, in passato noto anche come Palazzo della Banca Mediterranea, o più recentemente come Palazzo dell'UniCredit o castello postmoderno, è un edificio di Potenza situato nel rione Francioso, in via Nazario Sauro.

## Storia
L'edificio venne costruito tra la fine degli anni settanta e la prima metà degli anni ottanta per ospitare gli uffici della sede principale della Banca Popolare di Pescopagano nella città di Potenza. La progettazione architettonica venne affidata a Dante Benedetto Maggio, che iniziò a produrre i primi appunti definitivi del progetto nel gennaio del 1973, di ritorno da un viaggio a New York che gli permise di trarre spunto dal Manufacturers Trust Company Building, sebbene la ricerca di fonti di ispirazioni architettoniche e stilistiche impegnò il progettista almeno fino al 1977. La costruzione, ultimata nel 1985, suscitò l'interesse ed il giudizio positivo di critici d'arte e architetti come Gillo Dorfles e Benedetto Gravagnuolo.
La proprietà dell'edificio passò nel 1992 alla Banca Mediterranea, nata dalla fusione della Banca Popolare di Pescopagano, originale proprietaria dell'immobile, con la Banca di Lucania; a partire da tale data il palazzo iniziò quindi ad essere conosciuto anche come Palazzo della Banca Mediterranea.
L'immobile passò poi alla Banca di Roma, che assorbì la Banca Mediterranea nel 2000, ed è attualmente di proprietà del gruppo UniCredit, di cui la Banca di Roma è entrata a far parte nel 2007; per tale ragione, a partire dai tardi anni 2000 l'edificio è anche a volte menzionato come Palazzo dell'UniCredit. Tale gruppo bancario si è fatto carico della ristrutturazione del palazzo avvenuta nella seconda metà degli anni 2010.

## Architettura

### Ispirazioni stilistiche

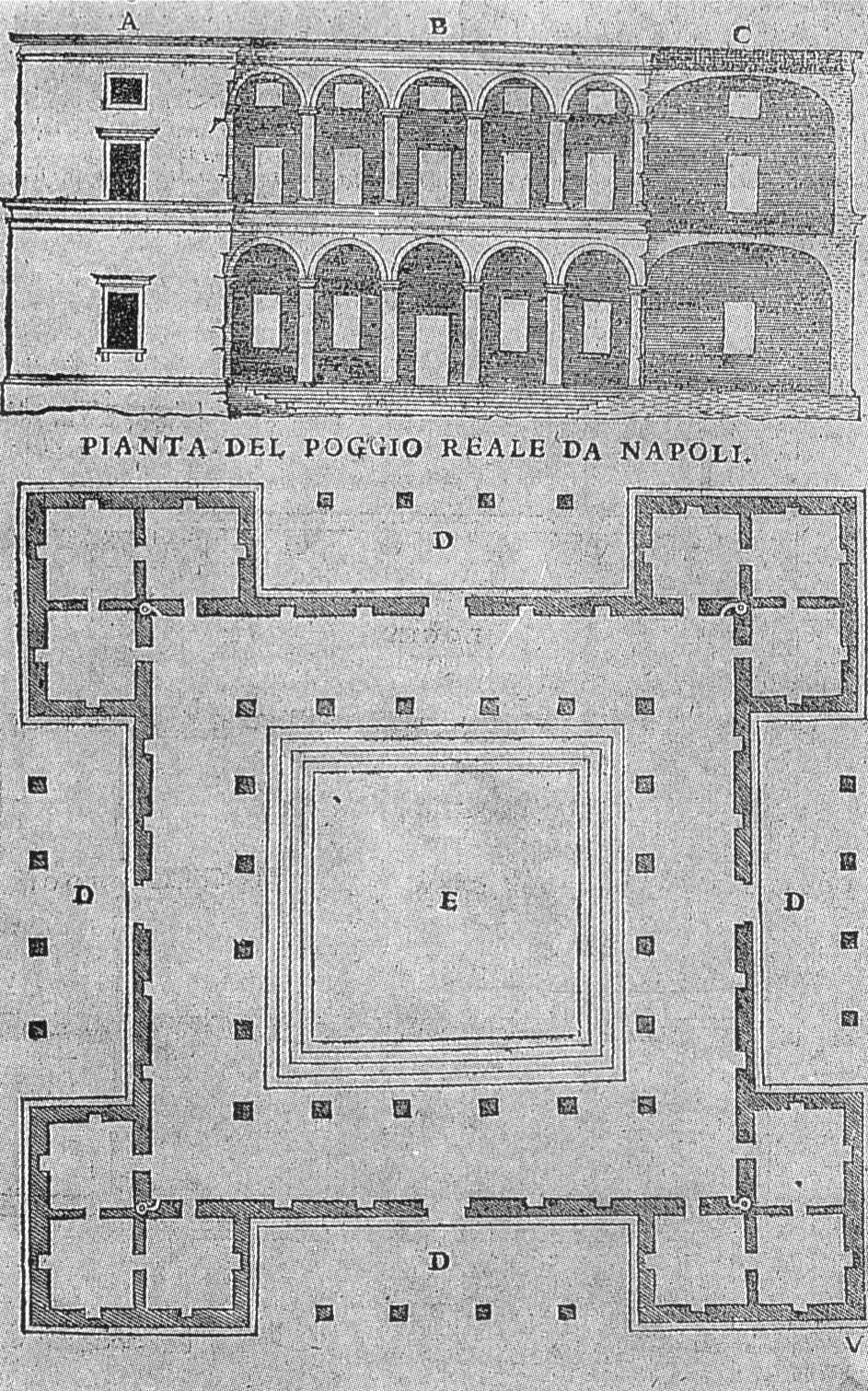
Pianta della Villa di Poggioreale, di Sebastiano Serlio, che funse da ispirazione per il progetto della planimetria

La progettazione del palazzo fu preceduta da un'opera di ricerca stilistica e di documentazione da parte dell'architetto, che si ispirò a molteplici opere dell'architettura moderna e postmoderna, tra le quali, per sua stessa dichiarazione, si possono citare il palazzo della Manufacturers Trust Company di Skidmore, Owings and Merrill a New York, la sede della Österreichische Postsparkasse di Otto Wagner a Vienna, entrambe strutture visitate personalmente dallo stesso architetto, e la Villa di Poggioreale così come appare descritta nel Trattato di Sebastiano Serlio, per quanto riguarda l'impostazione della planimetria.
Il progettista ha però mantenuto tra i modelli ispiratori anche l'architettura tradizionale della sua città, Potenza, e della sua regione: l'edificio della Banca, infatti, per certi versi simile ad un castello o ad un forte, trae in parte ispirazione dal vicino Castello di Lagopesole, quantomeno dal punto di vista della essenzialità volumetrica, che ha funto da continuo punto di riferimento per lo studio e la progettazione.
Nell'analisi dell'architettura del palazzo fatta da Benedetto Gravagnuolo si afferma anche che vi sono evidenti citazioni a Carlo Scarpa per quanto riguarda lo stile dei cornicioni, a Le Corbusier per l'utilizzo del cemento a faccia vista, ai Laboratori Richards di Louis Kahn per l'uso delle altimetrie delle torri, al Ford Foundation Building di Roche e Dinkeloo per la tipologia compositiva. Lo stesso Gravagnuolo non manca comunque di notare la non estraneità dell'architettura dell'edificio nei confronti del contesto locale e cittadino di Potenza.

### Descrizione

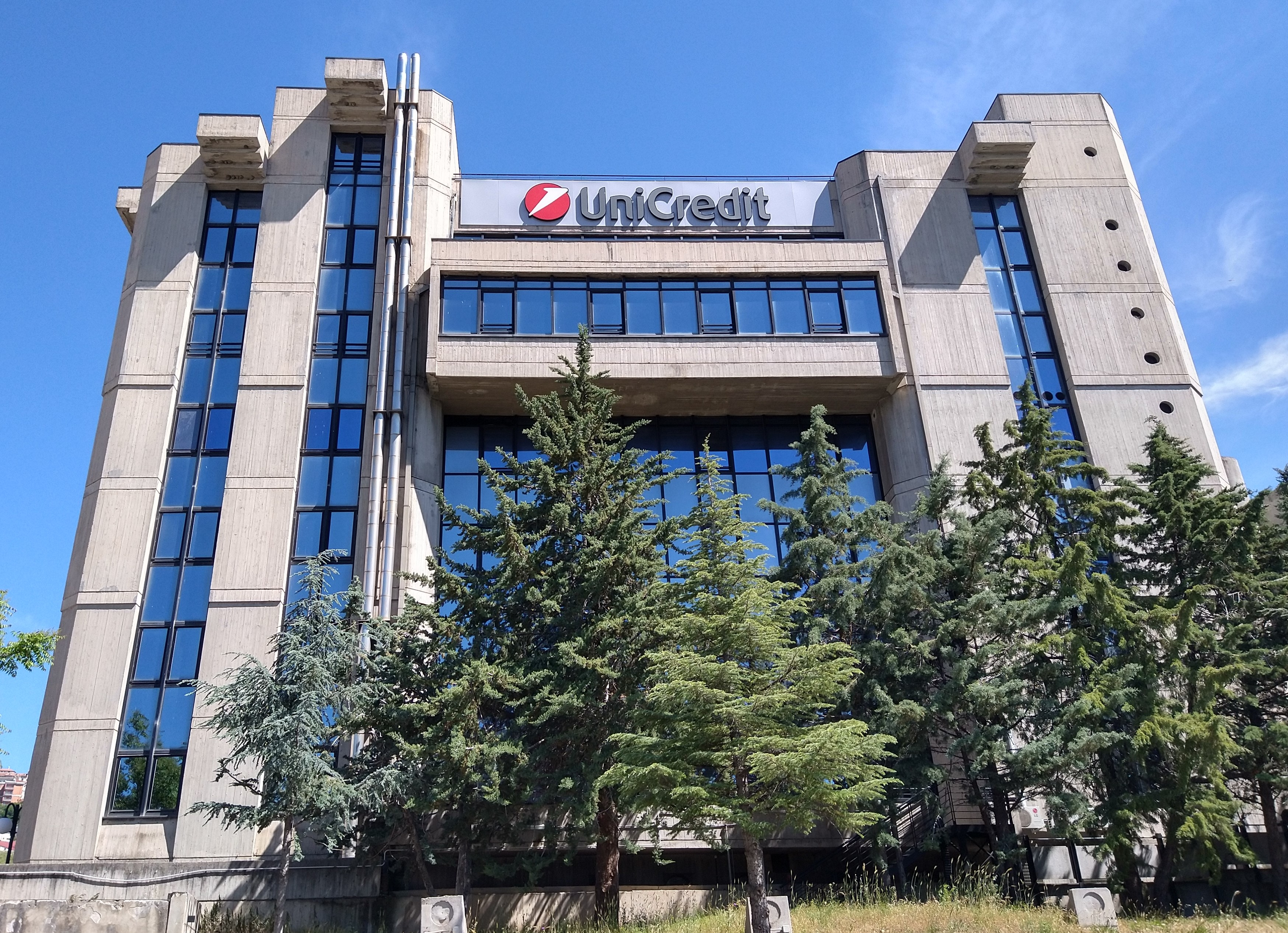
Vista frontale

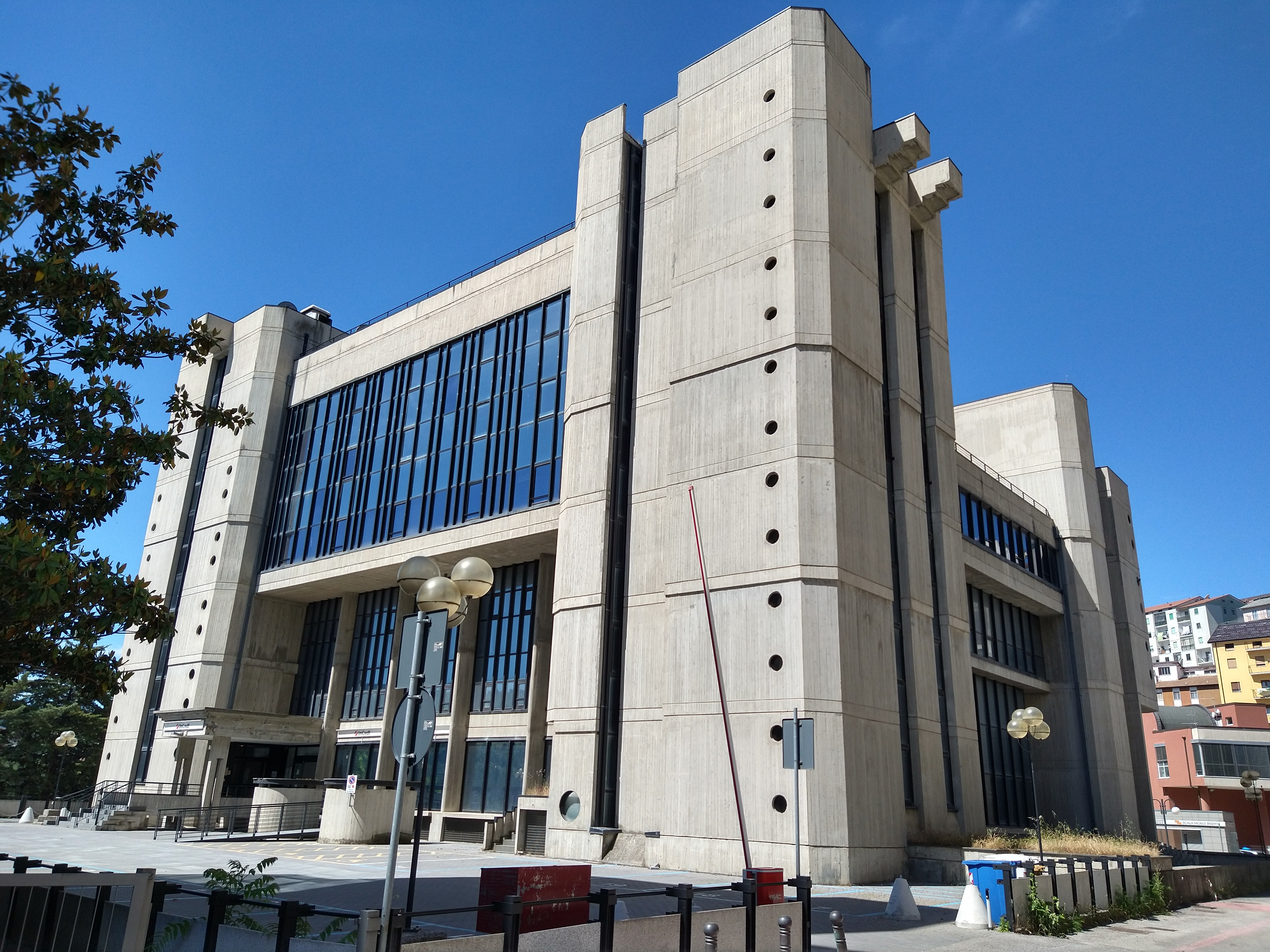
Vista angolare

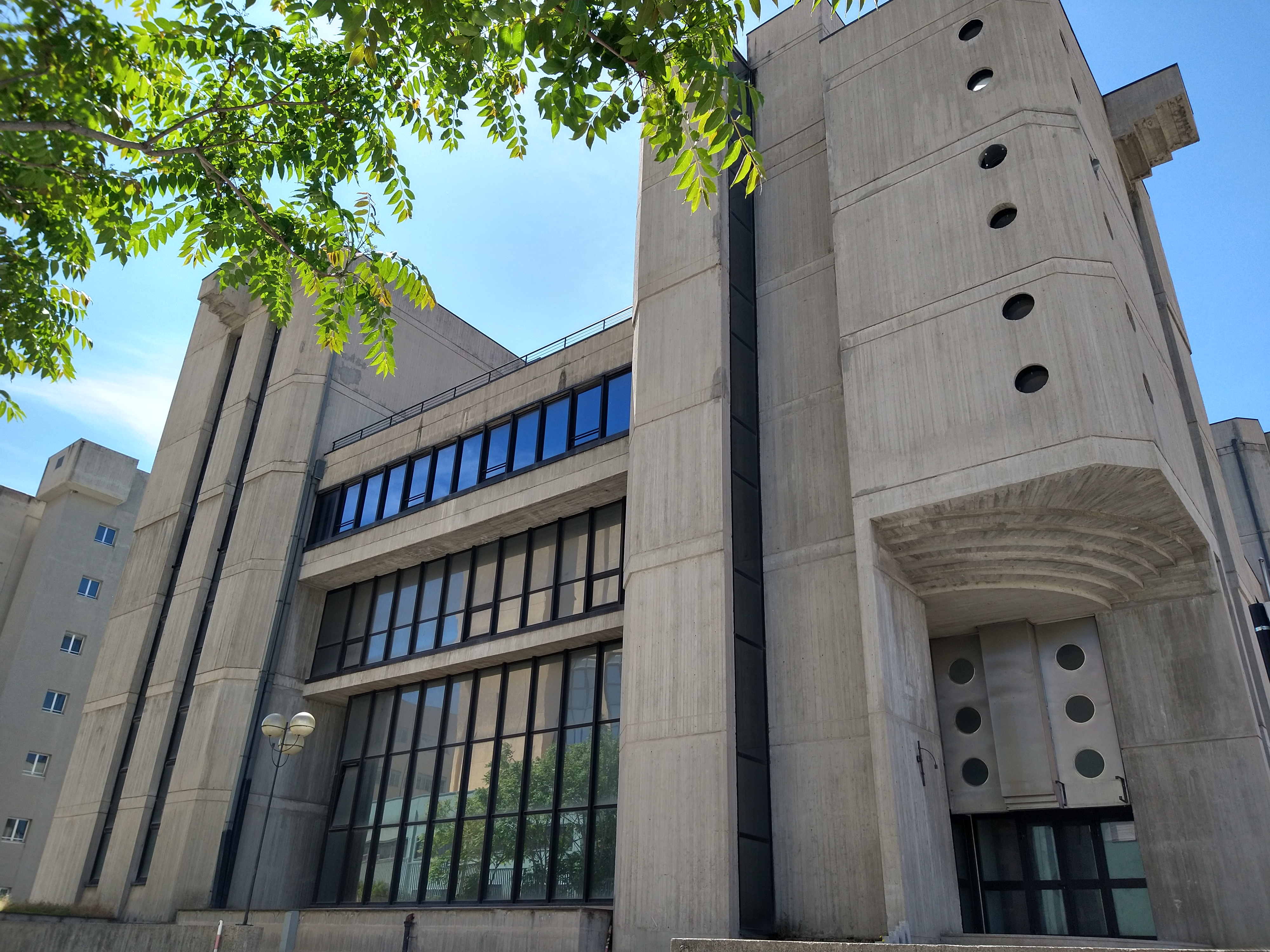
Vista posteriore

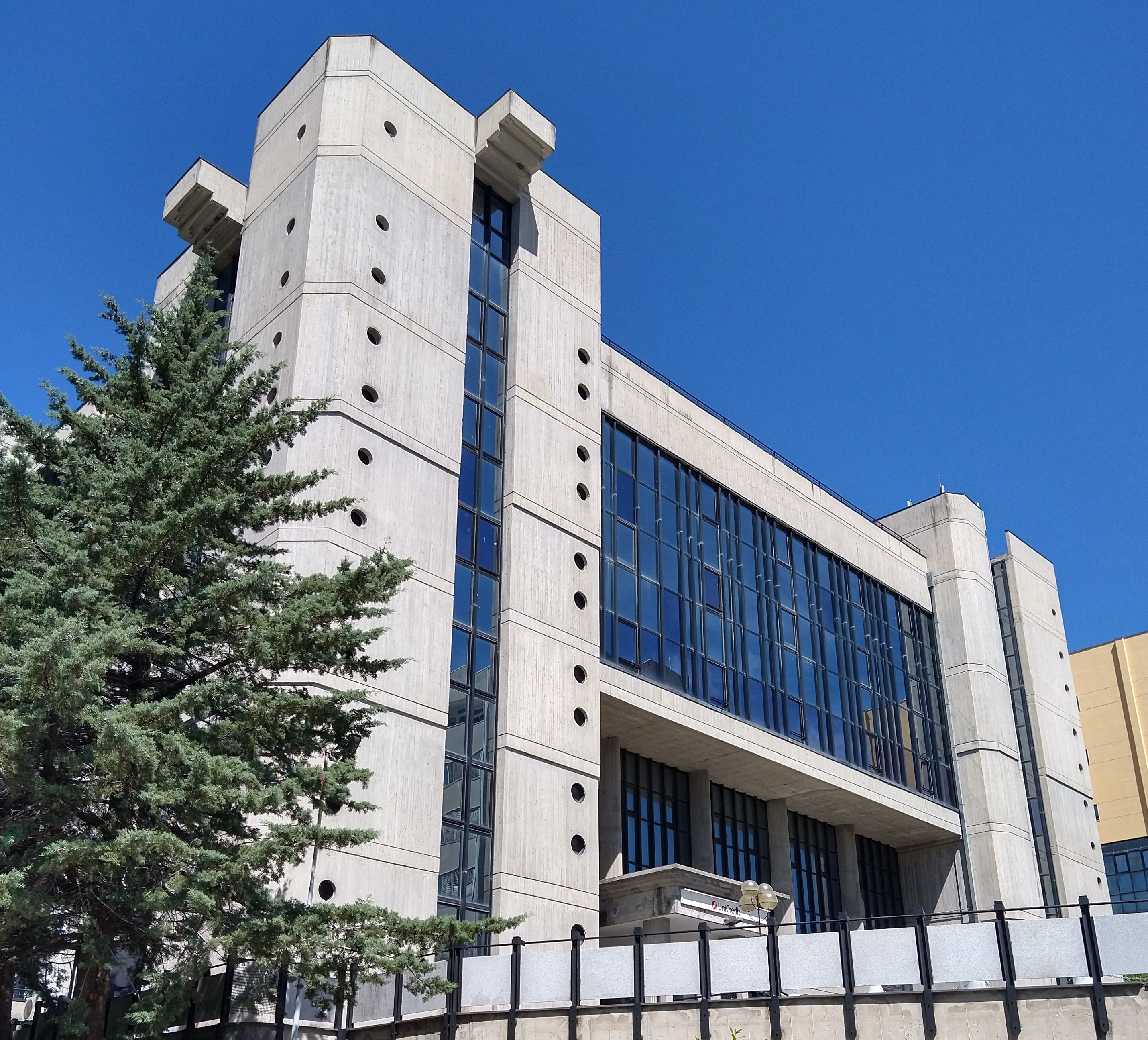
Vista laterale destra

Il palazzo si presenta, come era stato immaginato sin dall'inizio dal progettista, come un volume cubico racchiuso tra quattro torri agli spigoli, con una sagoma "massiccia e solenne per le sue dimensioni ma al tempo stesso di estrema sobrietà e stringatezza" (cit. Dorfles), che richiama l'immagine di un castello medievale o di una fortificazione aragonese. La scelta di tale immagine è dovuta sia a motivazioni legate alla storia, vedasi il già citato Castello di Lagopesole tra le fonti di ispirazione, sia ad una ragione pubblicitaria che punta a rafforzare la sensazione di sicurezza ed affidabilità dell'istituzione bancaria.
Le pareti esterne dell'edificio vedono largo impiego del cemento a vista, tipico dell'architettura moderna ma senza sfociare nel brutalismo, tranne che per il corpo cubico centrale che è contenuto da pareti vetrate del tipo a facciata continua, le quali formano così una membrana trasparente che rende visibile l'interno. Secondo l'architetto con questa soluzione "l'immagine garante della banca viene così fuori attraverso la trasparenza del palazzo" (cit. Maggio) piuttosto che dalla tradizionale chiusura ed impenetrabilità dei palazzi bancari. Gli elementi interni dell'arredo rimandano ad oggetti tipici di uno spazio pubblico più che a quelli di un edificio privato: le panchine, le illuminazioni simili a lampioni, la pavimentazione richiamano l'arredo urbano, come a voler rivendicare la necessità di spazi di aggregazione troppo spesso negati nelle periferie moderne, riappropriandosene tramite l'edilizia bancaria, tanto che l'interno della banca arriva a ricordare una piazza.
Un'altra peculiarità degna di nota è la disposizione delle superfici vetrate per lo sfruttamento dell'illuminazione naturale: la copertura del grande salone della hall centrale permette di far filtrare e diffondere la luce solare, anche grazie ad un sapiente sistema di riflessione su superfici cristalline e metalliche, esaltando così anche le caratteristiche climatiche di una città di montagna, ma al tempo stesso meridionale, quale è Potenza; inoltre, i banchi delle postazioni di lavoro sono stati distribuiti in funzione del ciclo solare e della disposizione degli assi eliotermici, per garantire la corretta illuminazione degli spazi.
Vi è inoltre una voluta ricerca dell'asimmetria delle strutture precorritrice delle architetture del Brutalismo Sovietico, riscontrabile nella sfasatura delle torri, nell'organizzazione della pianta, dei caveau e persino della copertura vitrea; tale asimmetria è ritenuta uno degli aspetti più significativi dell'opera, dato che gli permette di svincolarsi dallo schematismo modulare e di formulare il proprio linguaggio architettonico.
In conclusione, il palazzo bancario di Dante Benedetto Maggio rappresenta una riuscita sintesi tra due elementi di ispirazione diversi e discordanti: uno costituito dall'elemento medioevale di origine locale del Castello federiciano di Lagopesole, l'altro di stampo internazionale e contemporaneo, composto dai diversi riferimenti attinti dal progettista dal bagaglio dell'architettura moderna.